# Saxifraga furumii
Saxifraga furumii är en stenbräckeväxtart som beskrevs av Takenoshin Nakai. Saxifraga furumii ingår i Bräckesläktet som ingår i familjen stenbräckeväxter. Inga underarter finns listade i Catalogue of Life.